# Greatest Hits (1985-1995)
| Recensione      | Giudizio |
| --------------- | -------- |
| All Music Guide |          |

Greatest Hits (1985-1995) è una raccolta del cantautore statunitense Michael Bolton, pubblicata il 19 settembre 1995 dall'etichetta Columbia Records.
L'album ripercorre dieci anni di carriera di Bolton, comprese le reinterpretazioni di alcuni importanti successi della musica internazionale. Sono inoltre inclusi 5 inediti, tra i quali I Found Someone, brano che lo stesso Bolton aveva scritto per Cher e che fu incluso nell'album Cher pubblicato nel 1987.

## Tracce
1. That's What Love Is All About – 3:57 (Michael Bolton, Eric Kaz)
2. (Sittin' on) the Dock of the Bay – 3:52 (Steve Cropper, Otis Redding)
3. Soul Provider – 4:26 (Michael Bolton, Andrew Goldmark)
4. How Am I Supposed to Live Without You – 4:15 (Michael Bolton, Doug James)
5. How Can We Be Lovers – 3:56 (Michael Bolton, Desmond Child, Diane Warren)
6. When I'm Back on My Feet Again – 3:49 (Diane Warren)
7. Georgia on My Mind – 4:57 (Hoagy Carmichael, Stuart Gorrell)
8. Time, Love and Tenderness – 4:18 (Diane Warren)
9. When a Man Loves a Woman – 3:51 (Calvin Lewis, Andrew Wright)
10. Missing You Now – 4:25 (Walter Afanasieff, Michael Bolton, Diane Warren)
11. Steel Bars – 3:30 (Michael Bolton, Bob Dylan)
12. Said I Loved You... But I Lied – 5:01 (Michael Bolton, Robert John "Mutt" Lange)
13. Can I Touch You... There? – 5:17 (Michael Bolton, Robert John "Mutt" Lange)
14. I Promise You – 5:21 (Michael Bolton, Robert John "Mutt" Lange)
15. I Found Someone – 3:53 (Michael Bolton, Mark Mangold)
16. A Love So Beautiful – 4:07 (Jeff Lynne, Roy Orbison)
17. This River – 5:17 (Diane Warren)

## Classifiche
| Classifica (1995-1996) | Posizione massima |
| ---------------------- | ----------------- |
| Australia              | 6                 |
| Austria                | 13                |
| Belgio (Fiandre)       | 45                |
| Belgio (Vallonia)      | 32                |
| Finlandia              | 17                |
| Germania               | 8                 |
| Italia                 | 1                 |
| Norvegia               | 6                 |
| Nuova Zelanda          | 8                 |
| Paesi Bassi            | 26                |
| Regno Unito            | 2                 |
| Stati Uniti            | 5                 |
| Svezia                 | 13                |
| Svizzera               | 16                |